# Erie County (New York)
Erie County ist ein County im Bundesstaat New York der Vereinigten Staaten. Bei der Volkszählung im Jahr 2020 hatte das County 954.236 Einwohner und eine Bevölkerungsdichte von 353 Einwohnern pro Quadratkilometer. Der Verwaltungssitz (County Seat) ist Buffalo.

## Geographie
Erie County liegt im Nordwesten des Bundesstaates New York. Es hat eine Fläche von 3.178 Quadratkilometern, wovon 473 Quadratkilometer Wasserfläche sind. Das County liegt in der nördlichen Hochebene südöstlich der Großen Seen, besteht aus eiszeitlich geprägtem Hügelland, das von Nord nach Süd aus der Ebene um den Niagara River aufsteigt, und grenzt im Westen an den Eriesee. Entlang des Seeufers bestehen mehrere große Häfen; der größte von ihnen, Buffalo, ist zugleich die größte Stadt des Countys. Die größten Flüsse sind der östliche Zweig des Niagara River, der sich einige Kilometer nach seinem Ausfluss aus dem Eriesee in zwei Äste aufteilt, die später wieder zusammen fließen und so die Flussinsel Grand Lake bilden, die eine eigene Town darstellt, der Cattaraugus Creek und der Tonawanda Creek, der zugleich die Nordgrenze des Countys darstellt. Es existieren keine nennenswerten Erhebungen; das Hügelland erreicht im Süden Höhen von bis zu 100 Metern über der nördlichen Ebene.

### Umliegende Gebiete
| Niagara Falls (Kanada) | Niagara County     | Orleans County                |
| Erie-See               |                    | Genesee County Wyoming County |
| Chautauqua County      | Cattaraugus County |                               |

## Geschichte

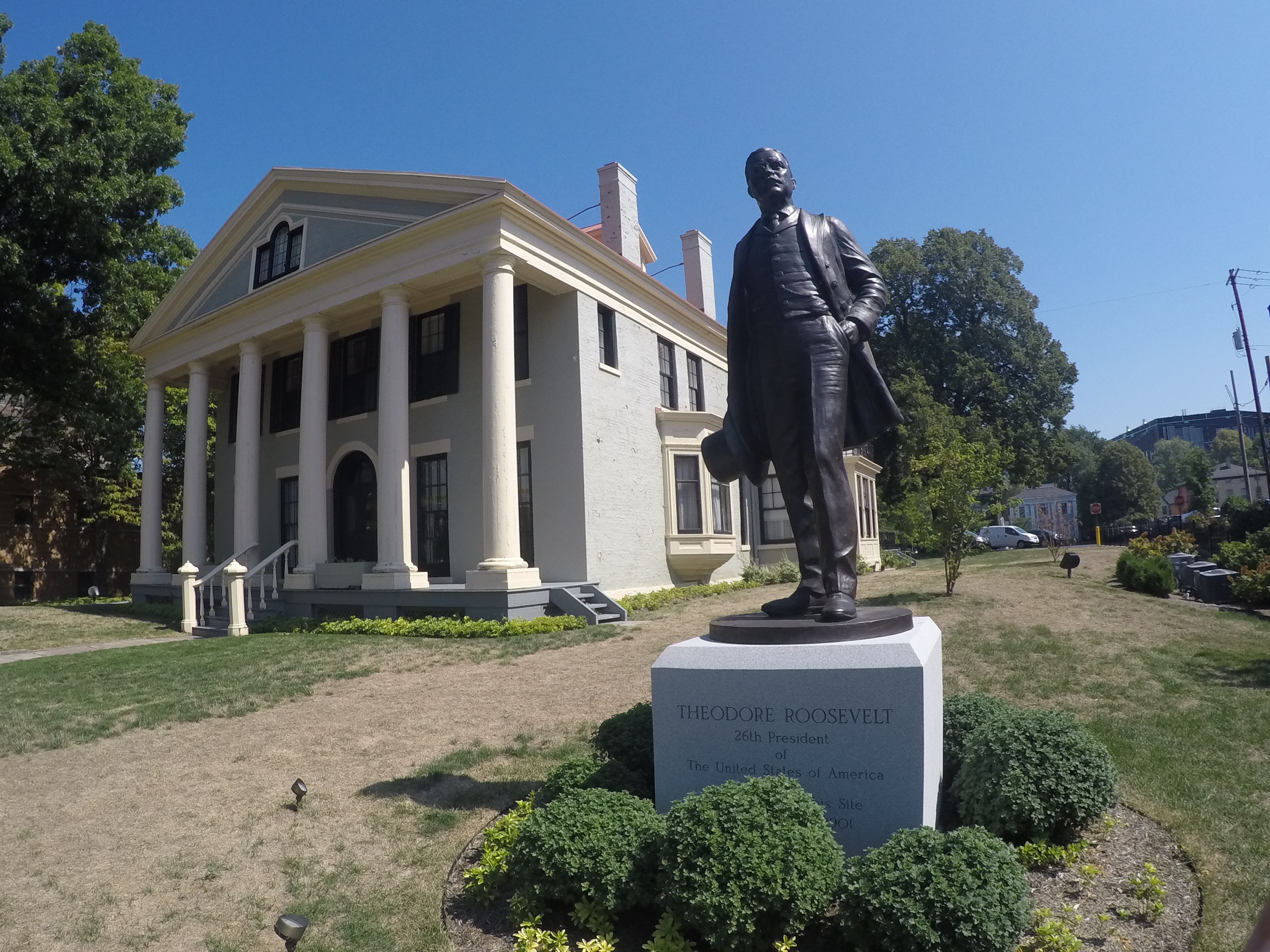
Theodore Roosevelt Inaugural National Historic Site (2016)

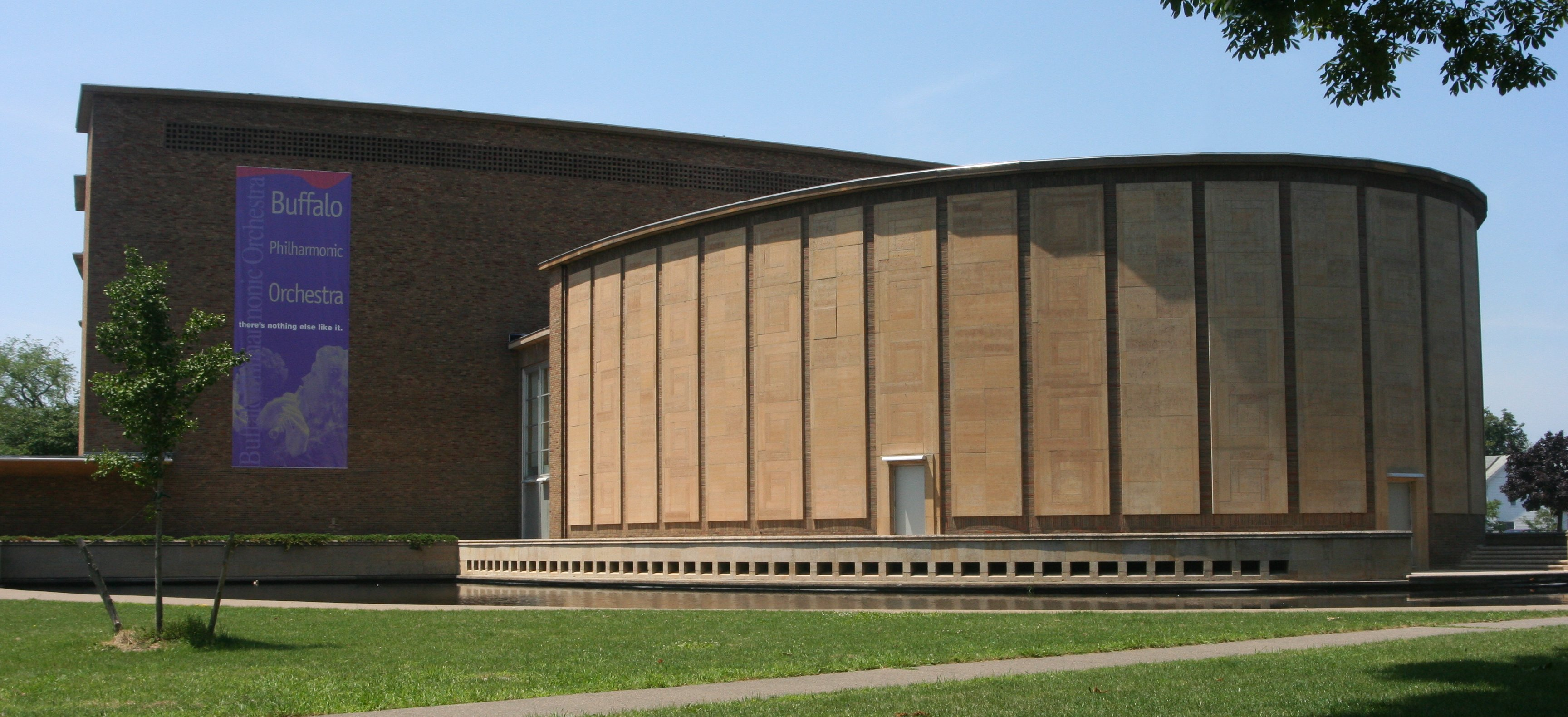
Die Kleinhans Music Hall hat den Status einer National Historic Landmark.

Das Gebiet des heutigen Erie County wurde ursprünglich von den Seneca-Indianern, einem Stamm der Irokesen, bewohnt, denen es aber durch die ersten Kolonisten um 1790 abgekauft wurde. Diese Flächen gingen in den Holland Purchase ein, die die größten Teile des heutigen Countys einschlossen. Von 1797 bis 1838 nahm die Buffalo Creek Reservation einen umfangreichen Teil des heutigen County ein. Die Besiedlung des Areals durch Kolonisten von der Ostküste ging zunächst langsam vor sich, so dass sich die ersten staatlichen Verwaltungsstrukturen erst um 1800 herausbildeten. So gehörte die Fläche des heutigen Erie County zunächst zum am 20. März 1802 gegründeten Genesee County, das dann unterteilt wurde. Am 11. März 1808 wurde aus dem Genesee County das dem Niagara County ausgegliedert, das später weiter unterteilt wurde. So entstand Erie County am 2. April 1821 als eigenständige Verwaltungseinheit und wurde nach den Erie-Indianern benannt.
Im Britisch-Amerikanischen Krieg (1812 bis 1815) wurden Buffalo und Black Rock am Morgen des 13. März 1813 durch einen überraschenden Vorstoß der aus Kanada anrückenden Briten eingenommen und Buffalo niedergebrannt. Nach dem Friedensvertrag von 1814 hatte die Eroberung aber keine Grenzverschiebungen zur Folge.
Mit der Eröffnung des Eriekanals am 26. Oktober 1825, der in Buffalo in den Eriesee mündete, wurde ein Transportweg zwischen Atlantikküste und den Großen Seen geschaffen, der die Besiedlung der bisher nahezu unbewohnten Ebenen im Westen des Bundesstaates New York sowie deren industrielle Entwicklung sehr stark förderte. Buffalo wurde durch den Kanal zum Verbindungshafen der Handelsschiffe auf den Großen Seen mit der Hafenstadt New York. Allerdings war der Kanal im Winterhalbjahr zugefroren und dadurch nicht befahrbar. Durch die Eröffnung der Erie Railroad, die ab 1832 geplant und gebaut wurde, konnte eine zusätzliche Handelsverbindung genutzt und die Entwicklung der Gebiete rund um die Großen Seen weiter forciert werden. Die Nutzung der Wasserkraft insbesondere entlang des Niagara River für vielerlei Fabriken und Manufakturen führte so zum Aufbau eines Industrie- und Handelsgürtels entlang dem Seeufer, dem Ufer des Niagara, dem Eriekanal und den verschiedenen Knotenpunkten der Eisenbahnen insbesondere im nördlichen und westlichen Teil des Countys.
Während der Jahre bis zum Sezessionskrieg (1861–1865) führten über den Eriesee  mehrere Fluchtrouten von Südstaaten-Sklaven in das abolitionistische Kanada; Buffalo war der Endpunkt einer Vielzahl dieser Routen. Eine Reihe von Landrouten, die zum Teil direkt dem Seeufer folgten und von festen Hilfsstationen mit Nahrung und Unterkunft für die Flüchtlinge gesäumt waren, führten ebenfalls durch Erie County.
Mit der Eröffnung des Sankt-Lorenz-Seewegs 1957 wurde die Region von wichtigen Handelswegen abgeschnitten und fiel wirtschaftlich und in Bezug auf die Bevölkerungszahl deutlich zurück.
Im County liegt eine National Historic Site, die Theodore Roosevelt Inaugural National Historic Site. Zehn Orte haben den Status einer National Historic Landmark. 183 Bauwerke und Stätten des Countys sind insgesamt im National Register of Historic Places eingetragen (Stand 17. Februar 2018).

### Einwohnerentwicklung
| Jahr      | 1800    | 1810    | 1820    | 1830    | 1840    | 1850    | 1860      | 1870      | 1880      | 1890    |
| --------- | ------- | ------- | ------- | ------- | ------- | ------- | --------- | --------- | --------- | ------- |
| Einwohner |         |         |         | 35.719  | 62.465  | 100.993 | 141.971   | 178.699   | 219.884   | 322.981 |
| Jahr      | 1900    | 1910    | 1920    | 1930    | 1940    | 1950    | 1960      | 1970      | 1980      | 1990    |
| Einwohner | 433.686 | 528.985 | 634.688 | 762.408 | 798.377 | 899.238 | 1.064.688 | 1.113.491 | 1.015.472 | 968.532 |
| Jahr      | 2000    | 2010    | 2020    | 2030    | 2040    | 2050    | 2060      | 2070      | 2080      | 2090    |
| Einwohner | 950.265 | 922.835 | 954.236 |         |         |         |           |           |           |         |

## Städte und Gemeinden
| Ortschaft               | Status   | Einwohner (2010) | Gesamte Fläche [km²] | Landfläche [km²] | Bevölkerungsdichte [Einwohner / km²] | Gründung      | Besonderheit                                                              |
| ----------------------- | -------- | ---------------- | -------------------- | ---------------- | ------------------------------------ | ------------- | ------------------------------------------------------------------------- |
| Alden                   | Town     | 10.865           | 89,4                 | 88,9             | 122,3                                | 27. März 1823 |                                                                           |
| Amherst                 | Town     | 122.366          | 138,8                | 137,8            | 888,0                                | 10. Apr. 1813 |                                                                           |
| Aurora                  | Town     | 13.782           | 94,4                 | 94,3             | 146,2                                | 11. Apr. 1804 | Name bei Gründung: Willink                                                |
| Boston                  | Town     | 8.023            | 92,8                 | 92,8             | 86,5                                 | 5. Apr. 1817  |                                                                           |
| Brant                   | Town     | 2.065            | 64,1                 | 63,0             | 32,8                                 | 25. März 1839 |                                                                           |
| Buffalo                 | City     | 261.310          | 136,0                | 104,6            | 2.498,3                              | 8. Feb. 1810  | Zur City erhoben am 20. April 1832                                        |
| Cattaraugus Reservation | Reservat | 1.833            | 66,3                 | 65,4             | 28,0                                 |               | liegt grenzübergreifend z. T. in Cattaraugus County                       |
| Cheektowaga             | Town     | 88.216           | 76,4                 | 76,2             | 1.157,7                              | 22. März 1839 | Ursprüngliche Schreibweise: Chictawauga                                   |
| Clarence                | Town     | 30.673           | 138,9                | 138,6            | 221,4                                | 11. März 1808 |                                                                           |
| Colden                  | Town     | 3.265            | 92,5                 | 92,3             | 35,4                                 | 2. Apr. 1827  |                                                                           |
| Collins                 | Town     | 6.601            | 124,7                | 124,2            | 53,1                                 | 16. März 1821 |                                                                           |
| Concord                 | Town     | 8.494            | 181,5                | 181,1            | 46,9                                 | 20. März 1812 |                                                                           |
| Eden                    | Town     | 7.688            | 103,2                | 103,1            | 74,6                                 | 20. März 1812 |                                                                           |
| Elma                    | Town     | 11.317           | 89,4                 | 89,4             | 126,6                                | 4. Dez. 1857  |                                                                           |
| Evans                   | Town     | 16.356           | 107,6                | 107,6            | 152,1                                | 23. März 1821 |                                                                           |
| Grand Island            | Town     | 20.374           | 86,2                 | 73,2             | 278,2                                | 19. Okt. 1852 |                                                                           |
| Hamburg                 | Town     | 56.936           | 107,1                | 107,0            | 532,0                                | 20. März 1812 |                                                                           |
| Holland                 | Town     | 3.401            | 92,8                 | 92,7             | 36,7                                 | 15. Apr. 1818 |                                                                           |
| Lackawanna              | City     | 18.141           | 17,1                 | 17,0             | 1.065,9                              | 1909          |                                                                           |
| Lancaster               | Town     | 41.604           | 98,3                 | 97,7             | 426,1                                | 20. März 1833 |                                                                           |
| Marilla                 | Town     | 5.327            | 71,3                 | 71,2             | 74,8                                 | 2. Dez. 1853  |                                                                           |
| Newstead                | Town     | 8.594            | 132,4                | 131,5            | 65,4                                 | 11. März 1804 | Name bei Gründung: Erie                                                   |
| North Collins           | Town     | 3.523            | 111,4                | 111,0            | 31,7                                 | 24. Nov. 1852 | Name bei Gründung: Shirley                                                |
| Orchard Park            | Town     | 29.054           | 99,8                 | 99,6             | 291,8                                | 15. Okt. 1850 | Name bei Gründung: Ellicot, danach North Holland; seit 1934 Orchard Park. |
| Sardinia                | Town     | 2.775            | 130,6                | 130,0            | 21,4                                 | 16. März 1821 |                                                                           |
| Tonawanda               | City     | 15.130           | 10,6                 | 9,8              | 1.536,1                              | 1904          |                                                                           |
| Tonawanda               | Town     | 73.567           | 52,5                 | 48,5             | 1.516,1                              | 16. Apr. 1836 |                                                                           |
| Tonawanda Reservation   | Reservat | 34               | 4,8                  | 4,8              | 7,1                                  |               | Übergreifend zu Genesee County                                            |
| Wales                   | Town     | 3.005            | 92,3                 | 92,2             | 32,6                                 | 15. Apr. 1818 |                                                                           |
| West Seneca             | Town     | 44.711           | 55,5                 | 55,3             | 808,3                                | 16. Okt. 1851 | Name bei Gründung: Seneca                                                 |